# 小行星1967
小行星1967（1967 Menzel）是一颗围绕太阳公转的小行星。1905年11月1日，馬克斯·沃夫在海德堡发现了此天体。
該小行星以美國天文學家唐納德·霍華德·孟澤爾命名。
这颗小行星的绝对星等为347.5490895036836等。